# En'yū
L'empereur En'yū (円融天皇 , En'yū Tennō, 12 avril 959 – 1er mars 991) était le soixante-quatrième empereur du Japon, selon l'ordre traditionnel de la succession, et a régné de 969 à 984.

## Généalogie
Avant son avènement au Trône du chrysanthème, son nom personnel (son iminia) était Morihira-shinnō (守平親王).
Morihira-shinnō était un fils de l'empereur Murakami et de l'impératrice-consort Anshi, fille de Fujiwara no Morosuke, et donc le frère de l'empereur Reizei. Il n'a eu qu'un fils, le futur empereur Ichijō, par Senshi, une fille de Fujiwara no Kaneie, un frère de sa mère.

### Impératrices et consorts
- Fujiwara no Koshi, née en 947, fille de Fujiwara no Kanemichi et de la princesse Shoshi ; entrée au palais en 973 ; épouse impériale (nyogo) ; impératrice en 973 ; morte en 979.

- Fujiwara no Junshi, née en 957 ; fille de Fujiwara no Yoritada et de la princesse Genshi ; entrée au palais 978 ; épouse impériale (nyogo) ; impératrice (chūgū ; kōgō) en 982 ; impératrice douairière (kōtaigō) en 1000 ; grande impératrice douairière (tai-kōtaigō) 1012 ; morte en 1017.

- Fujiwara no Senshi (Akiko), née en 962, fille de Fujiwara no Kaneie et de Fujiwara no Tokihime, entrée au palais en 978 ; épouse impériale (nyogo) ; impératrice douairière en 986 ; nonne en 991 ; impératrice entrée en religion (nyo-in) en 991 ; dame d’Higashi sanjo ; morte en 1001; dont il eut un fils :
  - Prince Yasuhito, né en 984 (futur empereur Ichijō).

- Princesse Sonshi, née en 966 ; fille de l'empereur Reizei et de Fujiwara no Kaishi ; princesse vestale d’Ise ; entrée au palais en 980 ; épouse impériale ; renonce à la vie laïque en 982 ; nonne en 985, morte la même année.

- Fujiwara no Chujo no Miyasudokoro, fille de Fujiwara no Kanetada ; concubine impériale.

## Biographie
En 967, lorsque son frère Muramaki devient empereur, il reçoit le titre de prince héritier, passant devant un frère plus âgé et ayant la même mère, mais pas de soutien de la part du clan Fujiwara.
- Ère Anna 2, le 13e jour du 8e mois (969): En la deuxième année du règne de Reizei (冷泉天皇2年), l'empereur abdiquait; et la succession (la senso) a été reçue par son frère cadet, le cinquième fils aîné de l'ancien empereur Murakami[3].

- Ère Anna 2, le 9e mois (969): Bientôt ensuite, on dit que l'empereur En'yū, âgé de seulement 11 ans, a accédé au trône (le sokui)[4].

Durant son règne, une lutte intervient au sein du clan Fujiwara pour déterminer qui obtiendrait le titre de régent kampaku. L'empereur En'yū suit alors les conseils de sa mère et favorise un frère de celle-ci, Fujiwara no Kanemichi. Il fait de la fille de Kanemichi son impératrice-consort, bien qu'elle ne lui ait donné aucun enfant. Senshi (la mère de son fils), et son père Kaneie, vexés de la promotion de leur rivale, restent alors absents de la cour durant une longue période, restant à la résidence de Kaneie avec l'enfant.
Le 27 août 984, il abdique en faveur de son neveu l'empereur Kazan.

### Kugyō
Le Kugyō (公卿) est un nom collectif pour les hommes les plus respectés du kuge, les fonctionnaires les plus puissants à la cour impérial, les ministres les plus importants en le daijō-kan.
Lors de le règne de En'yū, il y eut des ministres de comme :
- Kampaku, Ōno-no-miya Fujiwara no Saneyori (藤原実頼), 900-970[5].
- Kampaku, Fujiwara no Yoritada, 924-989[5].
- Daijō-daijin, Fujiwara no Saneyori[5].
- Daijō-daijin, Fujiwara no Yoritada[5].
- Sesshō, Fujiwara no Koretada, 924-972[5].
- Udaijin, Fujiwara no Koretada[5].
- Udaijin, Fujiwara no Kaneie, 929-990[5].
- Udaijin, Fujiwara no Kanemichi, 925-977[5].

## Ères de son règne
Les années du règne de En'yū sont plus spécifiquement identifiées par plus d'une ère japonais ou nengō.
- Ère Anna (968-970)
- Ère Tenroku (970-973)
- Ère Ten'en (973-976)
- Ère Jōgen (976-978)
- Ère Tengen (978-983)
- Ère Eikan (983-985)